# Marek Malarski
Marek Józef Malarski (ur. 19 marca 1949 w Warszawie, zm. 15 marca 2016 tamże) – polski naukowiec, prof. dr. hab. inż. zajmujący się zagadnieniami związanymi z inżynierią ruchu lotniczego.

## Wykształcenie
W 1967 ukończył liceum im. Jana Zamoyskiego w Warszawie. W latach 1967–1972 studiował na Wydziale Elektroniki Politechniki Warszawskiej. Następnie rozpoczął studnia doktoranckie na tym wydziale zakończone w 1978 rozprawą doktorską pt. „Operacyjne kierowanie ruchem lotniczym w rejonie kontrolowanym lotniska” wykonaną pod kierunkiem prof. Anatola Gosiewskiego.

## Praca zawodowa

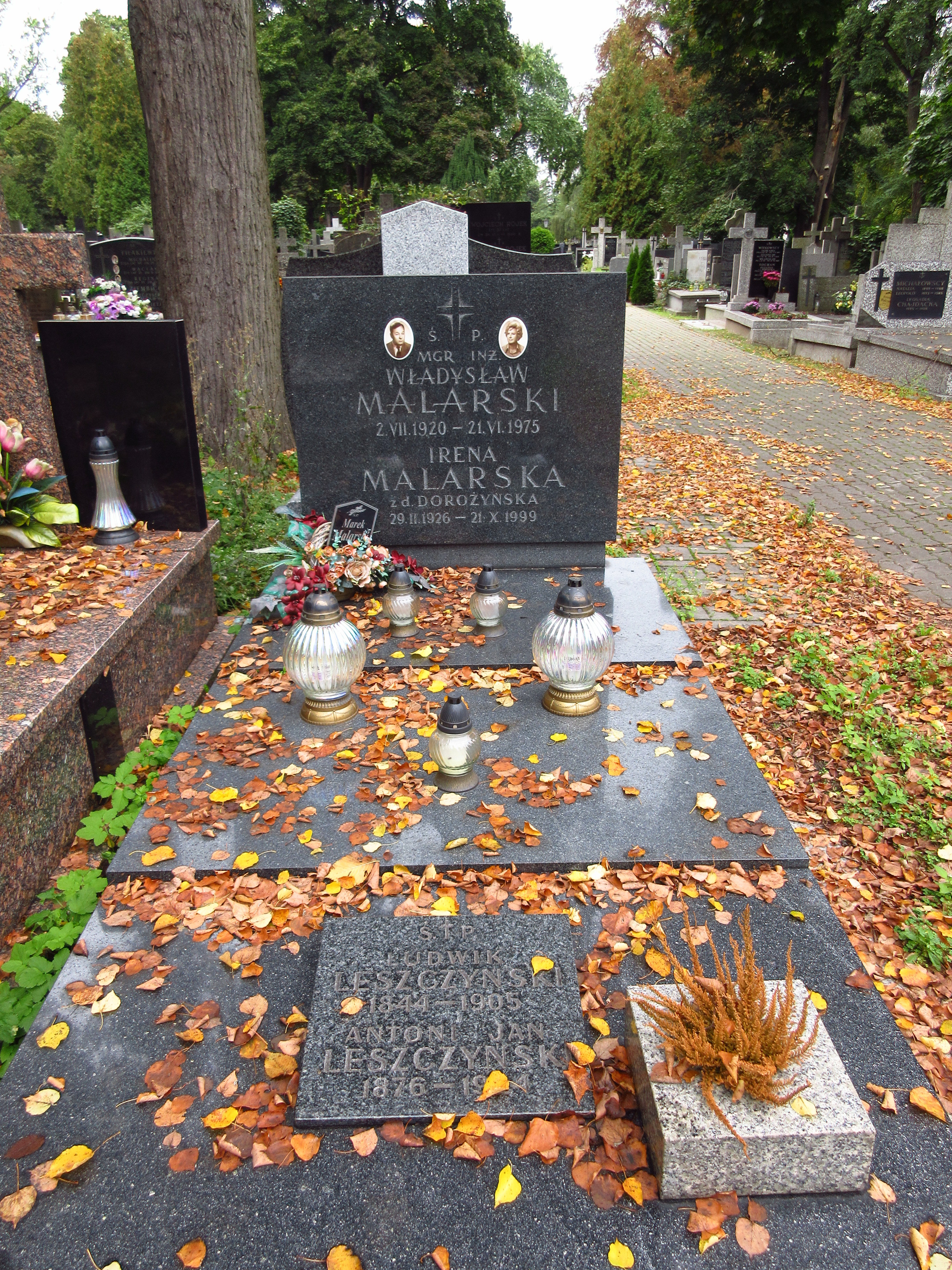
Grób profesora Marka Malarskiego na Cmentarzu Bródnowskim.

W 1975 rozpoczął pracę dydaktyczną w Instytucie Transportu (od 1992 Wydziale Transportu) Politechniki Warszawskiej, w Zakładzie Systemów Zabezpieczenia i Sterowania Ruchem. W latach 1978–1981 był wicedyrektorem Instytutu ds. Nauki. W 1996 przeszedł do nowo powołanego Zakładu Sterowania Ruchem Lotniczym (od 2006 Zakład Inżynierii Transportu Lotniczego), w którym w latach 2003–2012 był kierownikiem. W 2002 na podstawie dorobku i rozprawy habilitacyjnej pt. „Modelowanie procesów ruchu lotniczego dla kontroli i planowania lotów” uzyskał stopień doktora habilitowanego. W 2005 objął stanowisko profesora nadzwyczajnego PW. W 2009 uzyskał tytuł naukowy profesora. Zmarł 15 marca 2016. Został pochowany 21 marca 2016 na cmentarzu Bródnowskim w grobie rodzinnym (kw. 36A-V-32).

## Stanowiska
- Wicedyrektor Instytutu Transportu PW[1] (1978-1981)
- Pełnomocnik Dziekana ds. Informatyzacji Wydziału Transportu PW (1990-1999 i 2002-2008)
- Kierownik Zakładu Sterowania Ruchem Lotniczym[2][6] (2003-2006)
- Kierownik Zakładu Inżynierii Transportu Lotniczego[2] (2006-2012)

## Członkostwa
- Polskie Towarzystwo Badań Operacyjnych i Systemowych[1] (od 1986)
- Zespół Sterowania Ruchem Komitetu Transportu PAN[1] (1996-2002 i od 2007)
- Zespół Technicznych Środków Transportu Komitetu Transportu PAN[1] (od 2007)
- Zespół do spraw kształcenia lotniczego przy MNiSW[7] (2008-2010)

## Nagrody i odznaczenia
- Brązowy Medal „Za zasługi dla obronności kraju” (1986)
- Srebrny Krzyż Zasługi (1987)
- Złoty Krzyż Zasługi[1] (1996)
- Medal Komisji Edukacji Narodowej (1996, 2008)

## Monografie
- Marek Malarski, Modelowanie procesów ruchu lotniczego dla kontroli i planowania lotów, „Prace Naukowe Politechniki Warszawskiej. Transport”, zeszyt 49, Warszawa: Oficyna Wydawnicza PW, 2002, ISSN 1230-9265 (pol.). Brak numerów stron w czasopiśmie
- Marek Malarski, Inżynieria Ruchu Lotniczego, Warszawa: Oficyna Wydawnicza PW, 2006, ISBN 83-7207-643-X (pol.). Brak numerów stron w książce